# 叁光魚
叁光魚，又稱尾燈魚是輻鰭魚綱巨口魚目雙光魚科的其中一種。

## 分布
本魚分布於全球三大洋的深海裡。包括日本、台灣、中國南海、安達曼海、阿拉伯海、東非、幾內亞灣、加勒比海等海域。

## 特徵
本魚體細長而軀幹甚短，呈黃褐色，有鱗；各鰭無色，口腔內及鰓蓋呈黑色。兩頜齒二列，頜齒甚短，無中翼骨齒。尾細長。背鰭小，其起點略前於臀鰭，在約在身體1/4處。臀鰭甚長，其長度超過體長一半以上。脂鰭缺如。眶下發光器1個、鰓蓋發光器3個、鰓膜條發光器8~13個。胸腹位發光器24~30個、腹臀部發光器5~7個、臀尾部發光器35~41個、腹列發光器68~76個、側列發光器50~56個。體長可達36公分。

## 生態
本魚棲息於水深200~2000公尺之水層。

## 經濟利用
無任何經濟價值。